# Isla Baillie-Hamilton
La Isla Baillie-Hamilton (en inglés: Baillie-Hamilton Island) es una de las islas del Ártico canadiense ubicada en el territorio de Nunavut, al norte de Canadá. La isla es de forma rectangular, de 26 por 12 km (16 por 7,5 millas), y tiene una superficie de 290 km²(110 millas cuadradas). 
La isla Baillie-Hamilton está rodeada de algunas islas más grandes. Isla Devon esta hacia el norte y el este, a través del canal de Wellington. La Isla Cornwallis por su parte se encuentra al sur, a través del Canal Maury. La isla Bathurst esta hacia el oeste, al otro lado del Canal de Queens.